# Deputy (Indiana)
Deputy es un lugar designado por el censo ubicado en el condado de Jefferson en el estado estadounidense de Indiana. En el Censo de 2010 tenía una población de 86 habitantes y una densidad poblacional de 448,71 personas por km².

## Geografía
Deputy se encuentra ubicado en las coordenadas 38°47′42″N 85°39′10″O / 38.79500, -85.65278. Según la Oficina del Censo de los Estados Unidos, Deputy tiene una superficie total de 0.19 km², de la cual 0.19 km² corresponden a tierra firme y (0%) 0 km² es agua.

## Demografía
Según el censo de 2010, había 86 personas residiendo en Deputy. La densidad de población era de 448,71 hab./km². De los 86 habitantes, Deputy estaba compuesto por el 96.51% blancos, el 0% eran afroamericanos, el 1.16% eran amerindios, el 0% eran asiáticos, el 0% eran isleños del Pacífico, el 0% eran de otras razas y el 2.33% pertenecían a dos o más razas. Del total de la población el 0% eran hispanos o latinos de cualquier raza.